# The Mothers of Invention
The Mothers of Invention foi uma banda de rock com elementos de jazz, música erudita e humor que esteve em atividade durante as décadas de 1960 e 1970. A maior parte do material era de autoria de seu líder, Frank Zappa, mas outros membros também tinham parte nos créditos.

## História
Inicialmente, a banda se chamava "The Soul Giants", e era formada pelo baterista Jimmy Carl Black, o baixista Roy Estrada, o saxofonista Davy Coronado, o guitarrista Ray Hunt e o vocalista Ray Collins. Após uma briga entre Collins e Hunt em 1964, Hunt saiu da banda, sendo substituído por Frank Zappa, rapidamente se tornando o líder do grupo. O nome da banda mudou para "The Mothers".
No final de 1965, o produtor Tom Wilson passou por um bar aonde os Mothers estavam tocando e ofereceu a eles um contrato e um adiantamento de $2500.
The Mothers e Wilson passaram vários meses gravando e editando o disco de estréia da banda, um LP duplo chamado Freak Out!. Por insistência da gravadora, MGM, os Mothers foram obrigados a mudar o nome mais uma vez, desta vez para o definitivo The Mothers of Invention, porque na língua inglesa a palavra "mothers" ("mães"), se atribuída a pessoas do sexo masculino, sugere o termo obsceno "motherfucker". Freak Out! foi lançado em 1966, e o Mothers of Invention em seguida saiu em turnê.
As vendas de Freak Out! foram fracas, em torno de 30,000 cópias vendidas, o que fez a MGM reduzir o orçamento da banda em seu próximo disco para $11,000. A banda lançou Absolutely Free em 1967 e We're Only in It for the Money em 1968.
En 1969, o Mothers of Invention se separou. Em 1970, Zappa recriou a banda com uma nova formação, com ele mesmo, ao lado de Aynsley Dunbar, George Duke, Howard Kaylan e Mark Volman. Eles tocaram em um novo disco, Chunga's Revenge, apesar de ter sido creditado apenas à Zappa. Depois, eles lançaram dois discos ao vivo (Filmore East - June 1971 e Just Another Band from L.A.), antes da banda acabar novamente devido a um acidente com Zappa, que foi empurrado no palco, caindo no fosso da orquestra, em um show em Londres.
Zappa dispensou a banda permanentemente em 1975. Desde 1980, Jimmy Carl Black, Don Preston e Bunk Gardner, ao lado de outros ex-membros do Mothers of Invention, ocasionalmente se reunem e tocam sob o nome "The Grandmothers" ou "The Grand Mothers Re:Invented", tocando músicas de Frank Zappa e Captain Beefheart, além de composições originais e clássicos do blues.

## Discografia

### Com Zappa
- Freak Out! (1966)
- Absolutely Free (1967)
- We're Only in It for the Money (1968)
- Cruising with Ruben & the Jets (1968)
- Uncle Meat (1969)
- Mothermania (1969)
- Burnt Weeny Sandwich (1970)
- Weasels Ripped My Flesh (1970)
- Chunga's Revenge (1970)
- Fillmore East - June 1971 (1971)
- 200 Motels (1971)
- Just Another Band From L.A. (1972)
- Over-Nite Sensation (1973)
- Roxy & Elsewhere (1974)
- One Size Fits All (1975)
- Bongo Fury (1975)
- You Can't Do That on Stage Anymore, Vol. 1 (1988)
- You Can't Do That on Stage Anymore, Vol. 2 (1988)
- You Can't Do That on Stage Anymore, Vol. 3 (1989)
- You Can't Do That on Stage Anymore, Vol. 4 (1991)
- Beat the Boots (1991), 8 discs
- Beat the Boots II (1992), 7 discs
- You Can't Do That on Stage Anymore, Vol. 5 (1992)
- You Can't Do That on Stage Anymore, Vol. 6 (1992)
- Playground Psychotics (1992)
- Ahead Of Their Time (1993)
- The Lost Episodes (1996)
- Mystery Disc (1998)
- FZ:OZ (2002)
- Joe's Corsage (2004)

### Sem Zappa
- The Grandmothers (1980)